# Rayo Vallecano
Rayo Vallecano de Madrid, S.A.D. ali preprosto Rayo Vallecano je španski nogometni klub iz Madrida. Ustanovljen je bil 29. maja 1924 in aktualno igra v La Ligi, 1. španski nogometni ligi.
Rayo Vallecano je preigral 11 sezon v 3. ligi, 5 sezon v 2. B ligi, 34 sezon v 2. ligi in 18 sezon v 1. ligi. Največji evropski uspeh Raya Vallecana pa je doseg četrtfinala Evropskega pokala v sezoni 2000/01, kjer ga je nato izločil državni tekmec Alavés (2-1, 0-3).
Domači stadion Raya Vallecana je Campo de Fútbol de Vallecas, ki sprejme 14.708 gledalcev. Barvi dresov sta bela in rdeča. Nadimka nogometašev sta Los Franjirrojos ("Rdeče lente") in Los Vallecanos ("Vallečani").

## Zanimivost
Rayo Vallecano se je v Evropski pokal v sezoni 2000/01 uvrstil na podlagi "fair-playa" s strani Združenja evropskih nogometnih zvez. Glede na uvrstitev v domači ligi (9. mesto) se ne bi mogel uvrstiti, prav tako pa tudi ni dosegel vidnejših rezultatov v drugih domačih tekmovanjih.